# Demi Swann
Pour les articles homonymes, voir Swann.
Pas d'image ? Cliquez ici

a Compétitions nationales et continentales officielles uniquement.

Demetria « Demi » Swann, née le 1er décembre 1995 à Georgetown en Ontario (Canada), est une joueuse canado-écossaise de rugby à XV. Elle évolue au poste de pilier et joue aux Exeter Chiefs.

## Biographie
Née le 1er décembre 1995, Demi Swann pratique d'abord la lutte. Elle ne commence le rugby à XV qu'à l'université.
À l'automne 2023, grâce à ses origines écossaises du côté maternel, elle est convoquée avec l'équipe d’Écosse pour disputer la première édition du WXV 2, organisée en Afrique du Sud. Mais elle ne joue pas et n'est toujours pas officiellement une internationale écossaise.
Le club des Worcester Warriors (en) ayant disparu pour raisons financières, elle rejoint le club des Exeter Chiefs. Elle renforce ponctuellement l'équipe des Glasgow Warriors qui dispute le Celtic Challenge.